# 建安郡 (越南)
建安郡（越南语：／）是越南海防市下辖的一个郡。面积29.6平方公里，2019年总人口118047人。

## 地理
建安郡东接阳京郡，东北接黎真郡，南接建瑞县，西接安老县，北接安阳郡。

## 历史
阮朝时，建安郡区域隶属海阳省建瑞府安老县管辖。法属以后，殖民政府设立建安省，省莅设在安老县扶辇社，后来设为省莅建安市社。
1962年10月27日，建安省整体并入海防市。建安市社随之划归海防市管辖。
1980年3月5日，安瑞县以原安老县安泰社、安寿社、美德社、战胜社、新园社、新民社、泰山社、长山社、国峻社、安胜社、安进社、长城社、长寿社、八庄社、光兴社、光中社16社和建安市社合并为建安县；原建安市社划分为建安市镇、北河社、同和社和南河社1市镇3社。
1988年6月6日，建安县以建安市镇、北河社、同和社、南河社1市镇3社析置建安市社，并更名为安老县；建安市镇分设为北山坊、觐山坊、黎国威坊、玉山坊、扶辇坊、陈成午坊6坊，建安市社下辖6坊3社。
1989年8月28日，黎国威坊并入陈成午坊，觐山坊并入扶辇坊，同和社析置馆伫坊。
1994年8月29日，建安市社改制为建安郡；同和社改制为同和坊，撤销南河社、北河社，北河社和扶辇坊析置长明坊，南河社、北河社和扶辇坊析置文斗坊，北河社剩余区域划归扶辇坊管辖，南河社剩余区域改制为南山坊。
2007年4月5日，馆伫坊析置揽河坊。
2024年10月24日，越南国会常务委员会通过决议，自2025年1月1日起，扶辇坊和长明坊合并为北河坊，馆伫坊和揽河坊并入同和坊。

## 行政区划
建安郡下辖7坊，郡人民委员会位于陈成午坊。
- 北河坊（Phường Bắc Hà）
- 北山坊（Phường Bắc Sơn）
- 同和坊（Phường Đồng Hòa）
- 南山坊（Phường Nam Sơn）
- 玉山坊（Phường Ngọc Sơn）
- 陈成午坊（Phường Trần Thành Ngọ）
- 文斗坊（Phường Văn Đẩu）